# دومينيك ريان
دومينيك ريان (بالإنجليزية: Dominic Ryan) هو لاعب اتحاد الرغبي أيرلندي، ولد في 28 مارس 1990 في دبلن في جمهورية أيرلندا.

## وصلات خارجية
- دومينيك ريان عل موقع إسبنسكروم (الإنجليزية)
- دومينيك ريان على موقع ItsRugby.co.uk (الإنجليزية)